# Lista de episódios de D.Gray-man
A série de anime D.Gray-man é baseada no mangá homônimo escrito e ilustrado por Katsura Hoshino. A série foi dirigida por Osamu Nabeshima e produzida pela Dentsu, TV Tokyo e TMS Entertainment. O enredo da série gira em torno de Allen Walker, um exorcista detém o poder da "Inocência" para lutar contra o Conde do Milênio, um feiticeiro que deseja destruir o mundo com monstros chamado akuma.
D.Gray-man foi transmitido originalmente pela TV Tokyo entre 3 de outubro de 2006 e 30 de setembro de 2008. A série foi dividida em duas temporadas, a primeira temporada conhecida como "1st stage" é constituída pelos primeiros 51 episódios e foi finalizada em 25 de setembro de 2007. A segunda temporada conhecida como "2nd stage" começou a ser exibida em 2 de outubro de 2007 e compreendeu os 52 episódios finais. Posteriormente, todos os episódios foram compilados em 26 volumes de DVDs e foram lançados pela Aniplex entre 7 de fevereiro de 2007 e 4 de março de 2009.
A série usou doze temas musicais: quatro temas de abertura e oito temas de encerramento. Singles a partir de canções individuais foram lançados pela Aniplex, assim como três trilhas sonoras originais, que contém os temas musicais da série, em 21 de março de 2007, 19 de dezembro de 2007 e 17 de dezembro de 2008, respectivamente.

## Equipe de produção
A obra original de D.Gray-man foi criada por Katsura Hoshino em forma de mangá. A série de anime foi produzida pela Aniplex, Dentsu, TV Tokyo e TMS Entertainment e dirigida por Osamu Nabeshima. O anime foi planejado por Hiroshi Tsutsumi e Yutaka Sugiyama. Os produtores foram Fukashi Azuma, Shinichi Iwata, Akiyo Oguma e Yosuke Tsuruki. O design geral foi feito por Yasuhiro Moriki e o design das personagens foi feito por Hideyuki Morioka. A composição da série foi feita por Reiko Yoshida. O diretor de arte foi Toru Koga, o diretor de som foi Toru Nakano e o diretor de fotografia foi Eiji Tsuchida. O compositor da trilha sonora foi Kaoru Wada, a edição foi feita por Tomoki Nagasaka, a produção musical foi feita pela Aniplex e pelo Half H.P Studio.

## Episódios

### 1ª temporada
| # | Título | Diretor(es)         | Roteirista(s)     | Diretor(es) de animação       | Estreia no Japão        | Refs.  |
| --- | --- | ------------------- | ----------------- | ----------------------------- | ----------------------- | ------ |
| 1 | "O Garoto que Caça Akuma" Transliteração: "Akuma o Karu Shōnen" (em japonês: アクマを狩る少年)                                | Nana Harada         | Reiko Yoshida     | Noriyuki Fukuda               | 3 de outubro de 2006    | [ 3 ]  |
| Allen Walker e seu golem, Timcampy chegaram recentemente em Londres e pretendem visitar a sede da Ordem Negra. Enquanto isso, os oficiais de Moore e Charles estão investigando uma igreja supostamente assombrada. Enquanto vasculhava este prédio abandonado, Moore e Charles se separam devido a Allen ser "sequestrado" por Moore. Depois que ele está algemado a uma cadeira, Allen tenta explicar sua situação para ela quando Charles subitamente é morto. Como Moore estava inconsciente devido ao ataque, Allen torna-se o suspeito pela morte de Charles. Allen tenta dizer ao delegado que um Akuma matou Charles e que ele gostaria de ajudar. No entanto, devido à descrença do delegado, Allen é colocado sob prisão domiciliar, enquanto o resto da unidade policial investiga a igreja. Durante a sua estada na casa de Moore, Allen explica a ela sobre os Akumas e mais tarde, ele encontra o cunhado dela, Marc, que é o Akuma que matou Charles e muitos outros que visitaram a igreja. Após investigar, Allen descobre que a irmã de Moore, Claire, é a alma aprisionada no Akuma. O Akuma mata todos os policiais com exceção de Moore e, mais tarde, Allen destrói ele usando sua arma anti-Akuma.   | |                     |                   |                               |                         |        |
| 2 | "A Ordem Negra" Transliteração: "Kuro no Kyōdan" (em japonês: 黒の教団)                                                       | Mitsutaka Noshitani | Reiko Yoshida     | Yuko Iwasa                    | 10 de outubro de 2006   | [ 3 ]  |
| Allen finalmente chega a sede da Ordem Negra. Devido a um mal-entendido, todos acham que ele é um Akuma. Yu Kanda confronta Allen e danifica a sua arma anti-Akuma. Eventualmente, o problema é resolvido quando Komui encontra uma carta de recomendação do mestre de Allen, Cross Marian. Após isso, ele tem permissão para entrar no quartel general e fazer o reconhecimento dele ao lado da irmã de Komui, Lenalee Lee. Depois de seu braço reparado por Komui, Allen é examinado por Hevlaska, um exorcista que é capaz de medir a sua taxa de sincronização. Além disso ela também prevê que ele irá trazer destruição em um futuro sombrio. Komui lhe explica mais sobre a guerra entre o Conde e da Inocência. | |                     |                   |                               |                         |        |
| 3 | "O Fantasma de Mattel" Transliteração: "Matēru no Bōrei" (em japonês: マテールの亡霊)                                         | Yusuke Onoda        | Tatsuhiko Urahata | Shinichiro Minami             | 17 de outubro de 2006   | [ 3 ]  |
| Depois de Komui acordar, ele atribui a Allen e Kanda uma missão para investigar estranhos acontecimentos nas ruínas de uma cidade chamada Mattel, localizada no sul da Itália. Uma Inocência é encontrada lá, mas corre o risco de ser tomada pelo Akuma. Existe uma lenda que um fantasma vagueia pela cidade, matando qualquer se aproxime. O fantasma é de alguma forma ligado à Inocência. Ao longo do caminho, Allen fala com Toma, um Finder, que lhe conta sobre como as ocorrências estranhas da história estão normalmente relacionados com alguma Inocência. Enquanto isso, os Finders em Mattel captura dois Akumas, mas eles são atacados por um terceiro. Pouco depois os dois exorcistas e o Finder chegam, eles testemunham o Akuma atacar o último Finder remanescente. Enquanto Allen corre para lutar contra o Akuma e tentar salvar o Finder, Kanda resgata Guzol e Lala, a quem os Finders haviam mantido em proteção dentro de uma barreira. Durante a luta de Allen contra o último Akuma, ele evolui para o Nível 2 e se autodenomina de Akuma palhaço. Kanda se recusa a ajudar Allen e leva os moradores de Mattel para um lugar seguro. Allen atordoado acaba sendo atacado por outro dele mesmo. | |                     |                   |                               |                         |        |
| 4 | "O Velho Homem e a Ária do Céu Noturno" Transliteração: "Tsuchiokina to Kūya no Aria" (em japonês: 土翁と空夜のアリア)        | Hiroshi Kurimoto    | Tatsuhiko Urahata | Hideki Ito Shinichi Machida   | 24 de outubro de 2006   | [ 3 ]  |
| Allen vê dois dele mesmo, mas logo percebe que o outro é o Akuma palhaço. Ele diz que Akumas Nível 2 ganham novas habilidades. Sua capacidade é a de imitar qualquer um. Allen e Kanda lutam para proteger a Inocência e mantê-la longe do palhaço e são forçados a se esconderem em uma câmara subterrânea secreta, onde eles descobrem que o fantasma de Mattel não é o velho, mas sim a menina que está sempre com ele. Eles também constatam que o fantasma de Mattel não é realmente um fantasma, mas uma boneca que se movimenta e canta. | |                     |                   |                               |                         |        |
| 5 | "Deixe-me Ouvir a Canção de Ninar" Transliteração: "Komoriuta o Kikasete" (em japonês: 子守唄を聞かせて)                      | Yasuyuki Shinozaki  | Tatsuhiko Urahata | Yoshitsugu Hatano             | 31 de outubro de 2006   | [ 3 ]  |
| Depois de descobrir a verdade sobre o fantasma de Mattel, surge um conflito entre Allen e Kanda. Quando o palhaço ataca, a Inocência de Allen transforma-se em dois novos tipos de arma, iniciando assim a batalha final contra o Akuma. | |                     |                   |                               |                         |        |
| 6 | "Isso é o que Chamamos de Desastre" Transliteração: "Wazawai o Yobu Mono" (em japonês: 災いを呼ぶもの)                        | Nana Harada         | Tsutomu Kamishiro | Satoshi Hirayama              | 7 de novembro de 2006   | [ 3 ]  |
| No caminho de volta à sede, Allen encontra um menino chamado John que está interessado no extermínio de Akumas. Apesar dos avisos de Allen, John dirige-se com seu amigo, Leo, para tentar derrotar o mal mais vil que existe. Allen tem agora que enfrentar seus demônios para mostrar à John a verdade que está à sua frente. | |                     |                   |                               |                         |        |
| 7 | "Um Túmulo de Memórias" | Mitsutaka Noshitani | Tsutomu Kamishiro | Kazuya Saito                  | 14 de novembro de 2006  | [ 3 ]  |
| Allen revela seu passado trágico sobre seu pai adotivo, Mana Walker, e como ele encontrou o General Cross Marian, um dos cinco generais exorcista da Ordem Negra. Lenalee se junta a Allen no cemitério para ajudar a destruir os Akumas e para ajudar o amigo de John, Leo, que se transformou em um Akuma, a encontrar a paz no outro mundo. | |                     |                   |                               |                         |        |
| 8 | "O Incidente da Destruição da Ordem Negra" Transliteração: "Kuro no Kyōdan Kaimetsu Jiken!?" (em japonês: 黒の教団壊滅事件!?) | Yusuke Onoda        | Natsuko Takahashi | Noriyuki Fukuda               | 21 de novembro de 2006  | [ 3 ]  |
| A última invenção da Komui, Komlin II, foi concebida para tornar os exorcistas mais fortes. No entanto, Komlin II fica descontrolado e começa a caçar os exorcistas dentro da Ordem Negra. Todos os cientistas tentam impedir que o robô capture Allen e apesar da sua experiência com Komlin I, Kanda se recusa a ajudar. Enquanto isso, fora da Ordem Negra, o Conde do Milênio tem um jantar com várias pessoas estranhas com olhos dourados e crucifixos na testa. | |                     |                   |                               |                         |        |
| 9 | "A Cidade do Retrocesso" Transliteração: "Makimodoshi no Machi" (em japonês: 巻き戻しの街)                                    | Nana Harada         | Reiko Yoshida     | Shinichiro Minami             | 28 de novembro de 2006  | [ 3 ]  |
| Allen e Lenalee são enviados para investigar uma cidade onde o dia 28 de outubro continua se repetindo. Uma vez lá, eles encontram uma mulher chamada Miranda Lotto e assim aprendem mais sobre o estranho fenômeno que aflige a cidade. O Conde do Milênio anuncia para sua família, o clã de Noé, que é hora deles continuarem sua missão, e então a jovem de cabelos espetados, Road Kamelot, vai investigar a cidade do retrocesso. | |                     |                   |                               |                         |        |
| 10 | "A Inocência da Mulher Desafortunada"                                                                                         | Hiroshi Kurimoto    | Reiko Yoshida     | Hideki Ito Shinichi Machida   | 5 de dezembro de 2006   | [ 3 ]  |
| Allen e Lenalee resolvem ajudar Miranda a impedir que o dia se repita. Sem o conhecimento deles, Road observou todos os seus movimentos e tem planos especiais para eles. | |                     |                   |                               |                         |        |
| 11 | "Os Sentimentos de Miranda Lotto"                                                                                             | Nana Harada         | Tatsuhiko Urahata | Yuko Iwasa                    | 12 de dezembro de 2006  | [ 3 ]  |
| A descoberta de que Road Kamelot é humana deixa Allen aterrorizado e ele não consegue entender porque um humano em um akuma trabalham juntos. Lero, o guarda-chuva falante, repreende Road por ir contra os planos do Conde, mas ela diz que esse pequeno incidente foi apenas para "apimentar as coisas". Para provar ser diferente de outros humanos, Road apunhala-se com a Inocência de Allen, apenas para mostrar a ele que pode se recuperar rapidamente. Ela acerta Allen no olho amaldiçoado e tenta atacar Miranda, mas ele a impede. Com isso, Miranda reflete sobre si mesma, o que provoca uma reação da Inocência. | |                     |                   |                               |                         |        |
| 12 | "E a Neve Cai Sobre a Cidade..." Transliteração: "Soshite Machi ni Yuki ga Furi..." (em japonês: そして街に雪が降り…)         | Mitsutaka Noshitani | Tatsuhiko Urahata | Minako Shiba                  | 19 de dezembro de 2006  | [ 3 ]  |
| 13 | "Junto do Casaco" | Nana Harada         | Natsuko Takahashi | Kazuya Saito Norikazu Hattori | 26 de dezembro de 2006  | [ 3 ]  |
| 14 | "As Folhas da Ressurreição" Transliteração: "Fukkatsu no Ha" (em japonês: 復活の葉)                                           | Yutaka Kagawa       | Reiko Yoshida     | Yoshitsugu Hatano             | 9 de janeiro de 2007    | [ 13 ] |
| 15 | "O Fim da Nevasca" Transliteração: "Fubuki no Hate" (em japonês: 吹雪の果て)                                                  | Kazuya Miura        | Reiko Yoshida     | Minako Shiba                  | 16 de janeiro de 2007   | [ 13 ] |
| 16 | "O Espadachim Milenar" Transliteração: "Sennen no Kenshi" (em japonês: 千年の剣士)                                            | Nana Harada         | Tsutomu Kamishiro | Yuko Iwasa Hideto Akita       | 23 de janeiro de 2007   | [ 13 ] |
| 17 | "O Orgulho dos Espadachins" Transliteração: "Kenshitachi no Hokori" (em japonês: 剣士達の誇り)                                | Mitsutaka Noshitani | Tsutomu Kamishiro | Atsushi Aono                  | 30 de janeiro de 2007   | [ 13 ] |
| 18 | "O Amor de Lenalee" | Nana Harada         | Kenichi Yamada    | Norikazu Hattori              | 6 de fevereiro de 2007  | [ 13 ] |
| 19 | "O Vampiro do Castelo Antigo" Transliteração: "Kojō no Kyūketsuki" (em japonês: 古城の吸血鬼)                                 | Hayato Goda         | Tatsuhiko Urahata | Shinichiro Minami             | 13 de fevereiro de 2007 | [ 13 ] |
| 20 | "Se Esforce, Senhor Exorcista" Transliteração: "Ganbare Ekusoshisuto-sama" (em japonês: がんばれエクソシスト様)               | Kogo Tomoichi       | Tatsuhiko Urahata | Yoshitsugu Hatano             | 20 de fevereiro de 2007 | [ 13 ] |
| 21 | "Krory, Ataque" Transliteração: "Kurōrī, Shūgeki" (em japonês: クロウリー、襲撃)                                              | Nana Harada         | Tatsuhiko Urahata | Tomohiro Koyama               | 27 de fevereiro de 2007 | [ 13 ] |
| 22 | "A Verdade de Eliade" Transliteração: "Eriāde no Shinjitsu" (em japonês: エリアーデの真実)                                    | Hiroshi Kurimoto    | Tatsuhiko Urahata | Shinichi Machida Hideki Ito   | 6 de março de 2007      | [ 13 ] |
| 23 | "O Vampiro que Amei" Transliteração: "Watashi ga Aishita Kyūketsuki" (em japonês: ワタシが愛した吸血鬼)                       | Mitsutaka Noshitani | Tatsuhiko Urahata | Yuko Iwasa                    | 13 de março de 2007     | [ 13 ] |
| 24 | "A Jornada de Krory" Transliteração: "Kurōrī Tabidachi" (em japonês: クロウリー旅立ち)                                        | Nana Harada         | Kenichi Yamada    | Norikazu Hattori              | 20 de março de 2007     | [ 13 ] |
| 25 | "As Correntes do General" Transliteração: "Gensui no Kusari" (em japonês: 元帥の鎖)                                           | Kazuya Miura        | Tsutomu Kamishiro | Shinichiro Minami             | 27 de março de 2007     | [ 13 ] |
| 26 | "O Princípio do Final" Transliteração: "Shūmatsu e no Makuake" (em japonês: 終末への幕開け)                                   | Nana Harada         | Reiko Yoshida     | Kazuya Saito Tomohiro Koyama  | 3 de abril de 2007      | [ 14 ] |
| 27 | "Meu Mestre, o General Cross" Transliteração: "Waga Shi, Kurosu Gensui" (em japonês: わが師、クロス元帥)                      | Mitsutaka Noshitani | Tsutomu Kamishiro | Minako Shiba Naoko Nakamoto   | 10 de abril de 2007     | [ 14 ] |
| 28 | "O Exorcista Krory" Transliteração: "Ekusoshisuto Kurōrī" (em japonês: エクソシスト·クロウリー)                               | Hiroshi Kurimoto    | Kenichi Yamada    | Shinichi Machida Hideki Ito   | 17 de abril de 2007     | [ 14 ] |
| 29 | "A Pessoa que Vende Almas - Parte I" Transliteração: "Tamashii o Uru Mono - Zenpen" (em japonês: 魂を売る者·前編)             | Hayato Goda         | Tsutomu Kamishiro | Yoshitsugu Hatano             | 24 de abril de 2007     | [ 14 ] |
| 30 | "A Pessoa que Vende Almas - Parte II" Transliteração: "Tamashii o Uru Mono - Kōhen" (em japonês: 魂を売る者·後編)             | Kazuya Miura        | Tsutomu Kamishiro | Shinichiro Minami             | 1 de maio de 2007       | [ 14 ] |

## DVDs

### Região 2 (Japão)
A Aniplex lançou todos os episódios de D.Gray-man compilados em DVD com um total de 26 volumes entre 7 de fevereiro de 2007 e 4 de março de 2009.
| Volume    | Volume                 | Lançamento             | Discos | Episódios | Ref.  |
| --------- | ---------------------- | ---------------------- | ------ | --------- | ----- |
|           | Volume 1               | 7 de fevereiro de 2007 | 1      | 1-4       | [ 7 ] |
| Volume 2  | 7 de março de 2007     | 1                      | 5-8    | [ 15 ]    |       |
| Volume 3  | 4 de abril de 2007     | 1                      | 9-12   | [ 16 ]    |       |
| Volume 4  | 2 de maio de 2007      | 1                      | 13-16  | [ 17 ]    |       |
| Volume 5  | 6 de junho de 2007     | 1                      | 17-20  | [ 18 ]    |       |
| Volume 6  | 4 de julho de 2007     | 1                      | 21-24  | [ 19 ]    |       |
| Volume 7  | 1 de agosto de 2007    | 1                      | 25-28  | [ 20 ]    |       |
| Volume 8  | 5 de setembro de 2007  | 1                      | 29-32  | [ 21 ]    |       |
| Volume 9  | 3 de outubro de 2007   | 1                      | 33-36  | [ 22 ]    |       |
| Volume 10 | 7 de novembro de 2007  | 1                      | 37-40  | [ 23 ]    |       |
| Volume 11 | 5 de dezembro de 2007  | 1                      | 41-44  | [ 24 ]    |       |
| Volume 12 | 1 de janeiro de 2008   | 1                      | 45-48  | [ 25 ]    |       |
| Volume 13 | 6 de fevereiro de 2008 | 1                      | 49-51  | [ 26 ]    |       |

| Volume    | Volume                 | Lançamento         | Discos  | Episódios | Ref.   |
| --------- | ---------------------- | ------------------ | ------- | --------- | ------ |
|           | Volume 1               | 5 de março de 2008 | 1       | 52-55     | [ 27 ] |
| Volume 2  | 2 de abril de 2008     | 1                  | 56-59   | [ 28 ]    |        |
| Volume 3  | 9 de maio de 2008      | 1                  | 60-63   | [ 29 ]    |        |
| Volume 4  | 4 de junho de 2008     | 1                  | 64-67   | [ 30 ]    |        |
| Volume 5  | 2 de julho de 2008     | 1                  | 68-71   | [ 31 ]    |        |
| Volume 6  | 6 de agosto de 2008    | 1                  | 72-75   | [ 32 ]    |        |
| Volume 7  | 3 de setembro de 2008  | 1                  | 76-79   | [ 33 ]    |        |
| Volume 8  | 1 de outubro de 2008   | 1                  | 80-83   | [ 34 ]    |        |
| Volume 9  | 5 de novembro de 2008  | 1                  | 84-87   | [ 35 ]    |        |
| Volume 10 | 3 de dezembro de 2008  | 1                  | 88-91   | [ 36 ]    |        |
| Volume 11 | 7 de janeiro de 2009   | 1                  | 92-95   | [ 37 ]    |        |
| Volume 12 | 4 de fevereiro de 2009 | 1                  | 96-99   | [ 38 ]    |        |
| Volume 13 | 4 de março de 2009     | 1                  | 100-103 | [ 8 ]     |        |